# NGC 352
NGC 352 (другие обозначения — MCG −1-3-71, IRAS00596-0430, PGC 3701) — спиральная галактика с перемычкой (SBb) в созвездии Кита. Джон Дрейер описывал её как «довольно слабую, маленькую, нерегулярно вытянутую», он также отметил «звезду 8-й величины, 97 секунды времени на восток» относительно галактики.
Класс яркости NGC 352 — II, она имеет широкую линию HI.
Объект был обнаружен 20 сентября 1784 года британским астрономом Уильямом Гершелем. Этот объект входит в число перечисленных в оригинальной редакции «Нового общего каталога».
На фотографиях объект виден как сильно наклонённая к лучу зрения спиральная галактика с яркой центральной областью, включающей в себя перемычку, и слабыми, плотно закрученными спиральными рукавами. Хотя галактика довольно тусклая, в любительский телескоп визуально её можно достаточно хорошо увидеть с высоким увеличением как хорошо очерченную полоску света с равномерной поверхностной яркостью, вытянутую в направлении с юго-юго-востока на северо-северо-запад. Оболочка окружает маленькое, несколько более яркое ядро. Радиальная скорость: 5345 км/с. Расстояние: 239 млн световых лет. Диаметр: 160 000 световых лет.
Морфологический тип по Вокулёру: (R′)SB(rs)b?. Наклон к картинной плоскости около 70°. Перемычка примерно перпендикулярна лучу зрения и состоит из двух компонент: «тонкая» доходит до расстояния около 13,0 кпк (39′′) от центра, «толстая» (с толщиной 3,8 кпк) достигает 5 кпк. В центре галактики наблюдается также Х-образная особенность. Внутренний диск имеет радиус 1,7 кпк (5′′), в нём видна спиральная структура. Спиральные рукава начинаются на расстоянии 15,7 кпк (47′′) от центра.
Галактика входит в группу вместе с NGC 329, NGC 325, NGC 327, NGC 321 и рядом других галактик.